# José Fernández-Arroyo
José Fernández-Arroyo (Manzanares, (Ciudad Real, 12 de febrero de 1928 - Manzanares el Real, Madrid, 27 de abril de 2019) fue un poeta, escultor y pintor español.
Vivió en su pueblo natal los años de juventud, en los que trabó amistad con el pintor Antonio Iniesta que despertó en él el interés por la pintura. Es entonces cuando comienza a pintar sus primeros cuadros, al tiempo que escribe sus primeros poemas y artículos, que se publican en el diario regional "Lanza", en la página "Pensando en joven", que orienta el poeta Ángel Crespo.
Entre 1949 y 1953 mantiene una intensa correspondencia con la alemana Edelgard Lambrecht, lo que dio lugar a su libro "Edelgard, diario de un sueño, 1948-1953" y al libro de José Antonio Abella, "La sonrisa robada", Premio de la Crítica de Castilla y León (2014).
Tras realizar el servicio militar en Ceuta, fija su residencia en Madrid en 1952, incorporándose al grupo Postista de los poetas y artistas renovadores Eduardo Chicharro, Carlos Edmundo de Ory, Ángel Crespo, Gabino-Alejandro Carriedo, Antonio Fernández Molina, Fernando Arrabal, los pintores manchegos Gregorio Prieto, Antonio Guijarro, Agustín Ubeda y el escultor Martínez Bueno, colaborando en las revistas del grupo: "Deucalión", "El pájaro de paja", "Doña Endrina", "Trilce", "El Despacho literario" y otras.

## Obra literaria

### Poesía
En 1953 inaugura la colección "Doña Endrina" con la publicación de su libro de casi-sonetos (sonetos de 13 versos) "En torno de lo último", seguido por los libros de poesía: "Tratado de las cosas alegres" (Col. Trilce, 1959)y "Especie pensativa", (Col. la piedra que habla, 1960). En 1961 colabora en un curioso libro de autoría compartida, "Sonetos Pánicos/Sonetos Postistas", escrito por Fernando Arrabal, Luce Arrabal, José Fernández-Arroyo, José Luis Mayoral y Gisela Micaux, quienes se alternaban verso a verso en cada uno de los sonetos. Los poemarios posteriores de José Fernández-Arroyo son: "Asuntos capitales", (Col. El toro de barro, Cuenca, 1977); "Cartas desde un coche" (Col. Cuencos Literarios, 1993); "Del tránsito a la noche", Premio Juan Alcaide 1998 (Col. Juan Alcaide, Valdepeñas, 1998); "Si mi lira delira" (Col. Paramigos Poesía, 2001); "No basta abrir una ventana" (Paramigos Poesía, 2004); "El tiempo, la palabra... y el olvido" (Paramigos, 2005); "Poesía Completa" (Ediciones de la Asociación de Escritores y Artistas, Madrid, 2006). En 1997 crea la Revista de divulgación poética KÁSKARA MARGA, que continúa publicando durante siete años, en colaboración con su esposa Lolita Juan Merino, así como la Colección de Poesía "Paramigos Poesía", en la que publican conjuntamente los siguientes títulos: "Recuerdos de Thailandia", 1993; "Viaje a Alemania", 1994; "A punto de dormir", 1995 y "Andar y ver - Las cuatro estaciones" en 1996.

### Prosa
Sus libros en prosa son los siguientes: "El acontecimiento y otros relatos" (Col. Ojo de Pez, C. Real, 1995) y "Las preposiciones", en colaboración con Lolita Juan Merino, (Huerga & Fierro, Madrid, 1997). También destaca como obra prosística su diario íntimo -que ha venido escribiendo desde 1948 hasta el presente -, cuya primera parte, editada con el título "Edelgard, diario de un sueño, 1948-1953" por la Biblioteca de Autores Manchegos de Ciudad Real, en 1991 y reeditada en 2006 por la editorial zaragozana "Libros del innombrable". Un año después, esta misma editorial publica "No es un sueño", que recoge en un grueso volumen la continuación de sus diarios. En 2014, "Isla del Náufrago, ediciones" publica de nuevo "Edelgard, diario de un sueño" , incluyéndose en esta edición las cartas completas de Edelgard Lambrecht.

### Traducciones
- Alfred Jarry Gestas y opiniones del Doctor Faustroll, patafísico (March Editor. Barcelona, 2004)

## Obra plástica
Al margen de su obra literaria, José Fernández-Arroyo, se ha dedicado activamente a la pintura y la escultura en hierro desde 1962, realizando ese año su primera exposición individual en la sala Abril, de Madrid. Destacan otras muestras personales, como las celebradas en la Galería Fernando Fe (1964), Galería Orfila (1980, 1994, 1997, 2008) y Casas de La Mancha (1978) y Soria (1983) de Madrid; Sala de Arte de la Biblioteca de Manzanares (Ciudad Real) (1964, 1977); Galería de Arte de Manzanares (1982, 1994) y Sala de Arte del Gran Teatro de Manzanares (1999); sala Barbasán, Zaragoza (1977); Casa de Cultura de Cuenca y galería Grisalla de Valladolid (1978); Sala Unturbe, Segovia (2000); Sala de Exposiciones del Castillo de Manzanares el Real (Madrid) (2001); Casa de los Picos (antológica), Segovia (2006).
- Datos: Q5939646
- Multimedia: José Fernández-Arroyo / Q5939646